# Temporada 2012 de GP3 Series
La temporada 2012 de GP3 Series es la tercera temporada del campeonato de GP3 Series. La temporada incluye como novedad la ronda del Circuito de Mónaco, dando soporte así a todas las rondas europeas de la Fórmula 1.

## Cambios en el reglamento
- Las escuderías sólo están obligadas a inscribir 2 monoplazas por ronda, con opción de inscribir a un tercero.[1]
- Se adopta un nuevo sistema de puntuación, calcado al usado en la GP2 Series en la misma temporada.

## Escuderías y pilotos
| Escudería               | N.º | Piloto                 | Rondas   |
| ----------------------- | --- | ---------------------- | -------- |
| Lotus GP                | 1   | Daniel Abt             | Todas    |
| Lotus GP                | 2   | Conor Daly             | Todas    |
| Lotus GP                | 3   | Aaro Vainio            | Todas    |
| MW Arden                | 4   | Mitch Evans            | Todas    |
| MW Arden                | 5   | David Fumanelli        | Todas    |
| MW Arden                | 6   | Matias Laine           | Todas    |
| Marussia Manor Racing   | 7   | Dmitry Suranovich      | Todas    |
| Marussia Manor Racing   | 8   | Fabiano Machado        | Todas    |
| Marussia Manor Racing   | 9   | Tio Ellinas            | Todas    |
| Status Grand Prix       | 14  | Marlon Stöckinger      | Todas    |
| Status Grand Prix       | 15  | Kotaro Sakurai         | 1–2, 4   |
| Status Grand Prix       | 15  | Lewis Williamson       | 5–8      |
| Status Grand Prix       | 16  | Alice Powell           | Todas    |
| Ocean Racing Technology | 17  | Carmen Jordá           | Todas    |
| Ocean Racing Technology | 18  | Kevin Ceccon           | Todas    |
| Ocean Racing Technology | 19  | Robert Cregan          | Todas    |
| Jenzer Motorsport       | 20  | Robert Visoiu          | Todas    |
| Jenzer Motorsport       | 21  | Patric Niederhauser    | Todas    |
| Jenzer Motorsport       | 22  | Jakub Klášterka        | 1–2      |
| Jenzer Motorsport       | 22  | Facu Regalia           | 4        |
| Jenzer Motorsport       | 22  | Alex Fontana           | 6–7      |
| Trident Racing          | 23  | Vicky Piria            | Todas    |
| Trident Racing          | 24  | Antonio Spavone        | 1–4      |
| Trident Racing          | 25  | Giovanni Venturini     | 4–8      |
| Carlin                  | 26  | Alex Brundle           | Todas    |
| Carlin                  | 27  | António Félix da Costa | Todas    |
| Carlin                  | 28  | William Buller         | Todas    |
| Atech CRS Grand Prix    | 29  | Tamás Pál Kiss         | Todas    |
| Atech CRS Grand Prix    | 30  | John Wartique          | 1–3, 7-8 |
| Atech CRS Grand Prix    | 30  | Fabio Gamberini        | 4        |
| Atech CRS Grand Prix    | 30  | Facu Regalia           | 6        |
| Atech CRS Grand Prix    | 31  | Ethan Ringel           | Todas    |

## Calendario
El calendario para el 2012 fue anunciado el 16 de diciembre de 2011. La temporada constará de 8 rondas, con una ronda en Mónaco que fue confirmada el 26 de enero de 2012.
| Ronda | Ronda | Circuito                                     | País        | Fecha           |
| ----- | ----- | -------------------------------------------- | ----------- | --------------- |
| 1     | L     | Circuito de Barcelona-Cataluña, Barcelona    | España      | 12 de mayo      |
| 1     | C     | Circuito de Barcelona-Cataluña, Barcelona    | España      | 13 de mayo      |
| 2     | L     | Circuito de Mónaco, Montecarlo               | Mónaco      | 25 de mayo      |
| 2     | C     | Circuito de Mónaco, Montecarlo               | Mónaco      | 26 de mayo      |
| 3     | L     | Circuito urbano de Valencia, Valencia        | España      | 23 de junio     |
| 3     | C     | Circuito urbano de Valencia, Valencia        | España      | 24 de junio     |
| 4     | L     | Circuito de Silverstone, Silverstone         | Reino Unido | 7 de julio      |
| 4     | C     | Circuito de Silverstone, Silverstone         | Reino Unido | 8 de julio      |
| 5     | L     | Hockenheimring, Hockenheim                   | Alemania    | 21 de julio     |
| 5     | C     | Hockenheimring, Hockenheim                   | Alemania    | 22 de julio     |
| 6     | L     | Hungaroring, Budapest                        | Hungría     | 28 de julio     |
| 6     | C     | Hungaroring, Budapest                        | Hungría     | 29 de julio     |
| 7     | L     | Circuito de Spa-Francorchamps, Francorchamps | Bélgica     | 1 de septiembre |
| 7     | C     | Circuito de Spa-Francorchamps, Francorchamps | Bélgica     | 2 de septiembre |
| 8     | L     | Autodromo Nazionale di Monza, Monza          | Italia      | 8 de septiembre |
| 8     | C     | Autodromo Nazionale di Monza, Monza          | Italia      | 9 de septiembre |

## Resultados

### Temporada
| Ronda | Ronda | Ronda             | Pole Position          | Vuelta rápida          | Piloto ganador         | Escudería ganadora    |
| ----- | ----- | ----------------- | ---------------------- | ---------------------- | ---------------------- | --------------------- |
| 1     | L     | Barcelona         | António Félix da Costa | Patric Niederhauser    | Mitch Evans            | MW Arden              |
| 1     | C     | Barcelona         |                        | Kevin Ceccon           | Conor Daly             | Lotus GP              |
| 2     | L     | Montecarlo        | Aaro Vainio            | Kevin Ceccon           | Aaro Vainio            | Lotus GP              |
| 2     | C     | Montecarlo        |                        | Marlon Stöckinger      | Marlon Stöckinger      | Status Grand Prix     |
| 3     | L     | Valencia          | Mitch Evans            | Mitch Evans            | Mitch Evans            | MW Arden              |
| 3     | C     | Valencia          |                        | António Félix da Costa | Patric Niederhauser    | Jenzer Motorsport     |
| 4     | L     | Silverstone       | Mitch Evans            | António Félix da Costa | António Félix da Costa | Carlin                |
| 4     | C     | Silverstone       |                        | Tio Ellinas            | William Buller         | Carlin                |
| 5     | L     | Hockenheim        | Daniel Abt             | Tio Ellinas            | Patric Niederhauser    | Jenzer Motorsport     |
| 5     | C     | Hockenheim        |                        | Mitch Evans            | Mitch Evans            | MW Arden              |
| 6     | L     | Budapest          | Aaro Vainio            | António Félix da Costa | António Félix da Costa | Carlin                |
| 6     | C     | Budapest          |                        | António Félix da Costa | António Félix da Costa | Carlin                |
| 7     | L     | Spa-Francorchamps | Mitch Evans            | António Félix da Costa | Daniel Abt             | Lotus GP              |
| 7     | C     | Spa-Francorchamps |                        | António Félix da Costa | Matias Laine           | MW Arden              |
| 8     | L     | Monza             | Mitch Evans            | Tio Ellinas            | Daniel Abt             | Lotus GP              |
| 8     | C     | Monza             |                        | Matias Laine           | Tio Ellinas            | Marussia Manor Racing |

## Clasificaciones

### Sistema de puntuación
Los puntos se otorgaron a los 10 primeros clasificados en la carrera larga, y a los primeros 8 clasificados en la carrera corta. El piloto que logró la pole position en la carrera principal también recibió cuatro puntos y dos puntos fueron entregados al piloto que marcó la vuelta rápida entre los diez primeros, tanto en la carrera larga como en la corta. No hubo puntos extras otorgados a la pole en la carrera corta.
Puntos de carrera larga
| Posición | 1º | 2º | 3º | 4º | 5º | 6º | 7º | 8º | 9º | 10º | Pole | VR |
| Puntos   | 25 | 18 | 15 | 12 | 10 | 8  | 6  | 4  | 2  | 1   | 4    | 2  |

Puntos de carrera corta
Los puntos se otorgarán a los primeros 8 clasificados.
| Posición | 1º | 2º | 3º | 4º | 5º | 6º | 7º | 8º | VR |
| Puntos   | 15 | 12 | 10 | 8  | 6  | 4  | 2  | 1  | 2  |

### Campeonato de Pilotos
| Pos | Piloto                 | BAR | BAR | MON | MON | VAL | VAL | SIL | SIL | HOC | HOC | BUD | BUD | SPA | SPA | MNZ | MNZ | Puntos |
| --- | ---------------------- | --- | --- | --- | --- | --- | --- | --- | --- | --- | --- | --- | --- | --- | --- | --- | --- | ------ |
| 1   | Mitch Evans            | 1   | 20  | 5   | 4   | 1   | 6   | 2   | 11  | 8   | 1   | 3   | 21  | 3   | 15  | Ret | 20  | 151.5  |
| 2   | Daniel Abt             | 13  | 6   | 6   | 3   | 6   | 2   | 4   | Ret | 7   | 2   | 2   | 11  | 1   | 5   | 1   | 2   | 149.5  |
| 3   | António Félix da Costa | 14  | 7   | 7   | 2   | Ret | 8   | 1   | 6   | Ret | Ret | 1   | 1   | 2   | 2   | 15  | 5   | 132    |
| 4   | Aaro Vainio            | 3   | 4   | 1   | 7   | 2   | 7   | 3   | Ret | 5   | 6   | 5   | 7   | 6   | 14  | 11  | 14  | 123    |
| 5   | Matias Laine           | 5   | 3   | 21  | 16  | 5   | 3   | 9   | 18† | 4   | 5   | 7   | 6   | 5   | 1   | 3   | 6   | 111    |
| 6   | Conor Daly             | 6   | 1   | 23  | Ret | 11  | Ret | 5   | 2   | 2   | 3   | 6   | 9   | 7   | 3   | 4   | 11  | 106    |
| 7   | Patric Niederhauser    | 4   | 5   | Ret | 15  | 8   | 1   | 10  | 3   | 1   | 9   | 16  | 2   | 11  | 6   | 5   | Ret | 101    |
| 8   | Tio Ellinas            | 7   | 15  | 9   | 8   | 4   | 5   | 6   | 4   | 10  | 7   | 13  | 4   | 4   | Ret | 2   | 1   | 97     |
| 9   | Kevin Ceccon           | Ret | 10  | 3   | 6   | 7   | 4   | 8   | 7   | 17  | 15  | 4   | 8   | 12  | 20  | 13  | 9   | 56     |
| 10  | Marlon Stöckinger      | 2   | 19  | 8   | 1   | 19  | 11  | 16  | Ret | 16  | 11  | 9   | 13  | 14  | 16  | 7   | 4   | 55     |
| 11  | David Fumanelli        | 9   | 17  | 4   | 5   | 3   | 16  | DNS | DNS | 12  | 10  | 8   | Ret | 20  | Ret | 6   | 13  | 47     |
| 12  | Tamás Pál Kiss         | 12  | Ret | 2   | 9   | 9   | 10  | 11  | 14  | 6   | 4   | 14  | 10  | 17  | 10  | 9   | 15  | 38     |
| 13  | Giovanni Venturini     |     |     |     |     |     |     | 13  | 16  | 3   | 8   | 11  | Ret | 9   | 9   | 8   | 3   | 31     |
| 14  | Robert Visoiu          | 8   | 2   | 14  | 10  | Ret | 12  | 12  | 5   | DSQ | 12  | 12  | 22  | 15  | 13  | 14  | 7   | 24     |
| 15  | William Buller         | 23  | 9   | 12  | Ret | 10  | 9   | Ret | 1   | 9   | Ret | 23  | 12  | 13  | 8   | 10  | 12  | 20     |
| 16  | Alex Brundle           | 10  | 8   | 10  | Ret | 16  | 14  | 7   | 10  | DSQ | 13  | 15  | 3   | 19  | 11  | DSQ | 10  | 19     |
| 17  | Lewis Williamson       |     |     |     |     |     |     |     |     | 13  | Ret | 10  | 5   | 8   | 7   | 19  | Ret | 11     |
| 18  | Alex Fontana           |     |     |     |     |     |     |     |     |     |     | 17  | 15  | 10  | 4   |     |     | 8.5    |
| 19  | Alice Powell           | Ret | 11  | 11  | 22  | 18  | Ret | 17  | Ret | 19  | Ret | 19  | 20  | 18  | 12  | 12  | 8   | 1      |
| 20  | Fabio Gamberini        |     |     |     |     |     |     | 23  | 8   |     |     |     |     |     |     |     |     | 1      |
| 21  | Fabiano Machado        | 16  | Ret | 15  | 17  | Ret | 19  | 19  | 9   | Ret | Ret | DNS | DNS | 25  | 21  | Ret | 16  | 0      |
| 22  | Robert Cregan          | 15  | Ret | 18  | 11  | 15  | 13  | 20  | 15  | 11  | NC  | 21  | 14  | 21  | DNS | 20  | 17  | 0      |
| 23  | Dmitry Suranovich      | 11  | Ret | 16  | DSQ | Ret | 15  | 22  | 20† | 15  | 14  | Ret | 16  | 22  | 18  | 22† | DNS | 0      |
| 24  | Kotaro Sakurai         | 18  | 12  | 13  | 20  |     |     | 15  | 13  |     |     |     |     |     |     |     |     | 0      |
| 25  | John Wartique          | 21  | 13  | 17  | 13  | 12  | Ret |     |     |     |     |     |     | 23  | 17  | 17  | 18  | 0      |
| 26  | Vicky Piria            | 22  | 16  | 19  | 12  | 17  | 18  | 18  | 21† | 14  | Ret | 20  | 19  | 16  | 19  | 16  | Ret | 0      |
| 27  | Facu Regalia           |     |     |     |     |     |     | 14  | 12  |     |     | 18  | 18  |     |     |     |     | 0      |
| 28  | Carmen Jordá           | 20  | 21  | Ret | 21  | 13  | Ret | DNQ | DNQ | 20  | Ret | 24† | Ret | 26  | 23  | 21  | 19  | 0      |
| 29  | Ethan Ringel           | Ret | 18  | Ret | 18  | 14  | Ret | Ret | 17  | 18  | 16  | 22  | 17  | 24  | 22  | 18  | Ret | 0      |
| 30  | Antonio Spavone        | 17  | Ret | 20  | 14  | Ret | 17  | 21  | 18  |     |     |     |     |     |     |     |     | 0      |
| 31  | Jakub Klášterka        | 19  | 14  | 22  | 19  |     |     |     |     |     |     |     |     |     |     |     |     | 0      |
| Pos | Piloto                 | BAR | BAR | MON | MON | VAL | VAL | SIL | SIL | HOC | HOC | BUD | BUD | SPA | SPA | MNZ | MNZ | Puntos |

| Color     | Resultado              |
| --------- | ---------------------- |
| Oro       | Ganador                |
| Plata     | 2.ª plaza              |
| Bronce    | 3.ª plaza              |
| Verde     | Finalizó en los puntos |
| Azul      | Finalizó sin puntos    |
| Azul      | NC - No clasificado    |
| Violeta   | Ret - No terminó       |
| Rojo      | DNQ - No se clasificó  |
| Negro     | DSQ - Descalificado    |
| Blanco    | DNS - No empezó        |
| Blanco    | WD - Retirado          |
| Blanco    | C - Carrera cancelada  |
| Sin color | DNP - No participó     |
| Sin color | INJ - Lesionado        |
| Sin color | EX - Excluido          |

| Estado  | Resultado |
| ------- | --- |
| Negrita | Pole position |
| Cursiva | Vuelta rápida puntuable, el piloto cumplió los requisitos para ser bonificado con uno o más puntos por lograr la vuelta rápida |
| †       | Abandona, pero clasifica al completar el porcentaje requerido para ello                                                        |

### Campeonato de Escuderías
| Pos | Escudería               | N.º | BAR | BAR | MON | MON | VAL | VAL | SIL | SIL | HOC | HOC | BUD | BUD | SPA | SPA | MNZ | MNZ | Puntos |
| --- | ----------------------- | --- | --- | --- | --- | --- | --- | --- | --- | --- | --- | --- | --- | --- | --- | --- | --- | --- | ------ |
| 1   | Lotus GP                | 1   | 13  | 6   | 6   | 3   | 6   | 2   | 4   | Ret | 7   | 2   | 2   | 11  | 1   | 5   | 1   | 2   | 378.5  |
| 1   | Lotus GP                | 2   | 6   | 1   | 23  | Ret | 11  | Ret | 5   | 2   | 2   | 3   | 6   | 9   | 7   | 3   | 4   | 11  | 378.5  |
| 1   | Lotus GP                | 3   | 3   | 4   | 1   | 7   | 2   | 7   | 3   | Ret | 5   | 6   | 5   | 7   | 6   | 14  | 11  | 14  | 378.5  |
| 2   | MW Arden                | 4   | 1   | 20  | 5   | 4   | 1   | 6   | 2   | 11  | 8   | 1   | 3   | 21  | 3   | 15  | Ret | 20  | 309.5  |
| 2   | MW Arden                | 5   | 9   | 17  | 4   | 5   | 3   | 16  | DNS | DNS | 12  | 10  | 8   | Ret | 20  | Ret | 6   | 13  | 309.5  |
| 2   | MW Arden                | 6   | 5   | 3   | 21  | 16  | 5   | 3   | 9   | 18† | 4   | 5   | 7   | 6   | 5   | 1   | 3   | 6   | 309.5  |
| 3   | Carlin                  | 26  | 10  | 8   | 10  | Ret | 16  | 14  | 7   | 10  | DSQ | 13  | 15  | 3   | 19  | 11  | DSQ | 10  | 171    |
| 3   | Carlin                  | 27  | 14  | 7   | 7   | 2   | Ret | 8   | 1   | 6   | Ret | Ret | 1   | 1   | 2   | 2   | 15  | 5   | 171    |
| 3   | Carlin                  | 28  | 23  | 9   | 12  | Ret | 10  | 9   | Ret | 1   | 9   | Ret | 23  | 12  | 13  | 8   | 10  | 12  | 171    |
| 4   | Jenzer Motorsport       | 20  | 8   | 2   | 14  | 10  | Ret | 12  | 12  | 5   | DSQ | 12  | 12  | 22  | 15  | 13  | 14  | 7   | 133.5  |
| 4   | Jenzer Motorsport       | 21  | 4   | 5   | Ret | 15  | 8   | 1   | 10  | 3   | 1   | 9   | 16  | 2   | 11  | 6   | 5   | Ret | 133.5  |
| 4   | Jenzer Motorsport       | 22  | 19  | 14  | 22  | 19  |     |     | 14  | 12  |     |     | 17  | 15  | 10  | 4   |     |     | 133.5  |
| 5   | Marussia Manor Racing   | 7   | 11  | Ret | 16  | DSQ | Ret | 15  | 22  | 20† | 15  | 14  | Ret | 16  | 22  | 18  | 22† | DNS | 97     |
| 5   | Marussia Manor Racing   | 8   | 16  | Ret | 15  | 17  | Ret | 19  | 19  | 9   | Ret | Ret | DNS | DNS | 25  | 21  | Ret | 16  | 97     |
| 5   | Marussia Manor Racing   | 9   | 7   | 15  | 9   | 8   | 4   | 5   | 6   | 4   | 10  | 7   | 13  | 4   | 4   | Ret | 2   | 1   | 97     |
| 6   | Status Grand Prix       | 14  | 2   | 19  | 8   | 1   | 19  | 11  | 16  | Ret | 16  | 11  | 9   | 13  | 14  | 16  | 7   | 4   | 67     |
| 6   | Status Grand Prix       | 15  | 18  | 12  | 13  | 20  |     |     | 15  | 13  | 13  | Ret | 10  | 5   | 8   | 7   | 19  | Ret | 67     |
| 6   | Status Grand Prix       | 16  | Ret | 11  | 11  | 22  | 18  | Ret | 17  | Ret | 19  | Ret | 19  | 20  | 18  | 12  | 12  | 8   | 67     |
| 7   | Ocean Racing Technology | 17  | Ret | 10  | Ret | 21  | 13  | Ret | DNQ | DNQ | 20  | Ret | 24† | Ret | 26  | 23  | 21  | 19  | 56     |
| 7   | Ocean Racing Technology | 18  | 20  | 21  | 3   | 6   | 7   | 4   | 8   | 7   | 17  | 15  | 4   | 8   | 12  | 20  | 13  | 9   | 56     |
| 7   | Ocean Racing Technology | 19  | 15  | Ret | 18  | 11  | 15  | 13  | 20  | 15  | 11  | NC  | 21  | 14  | 21  | DNS | 20  | 17  | 56     |
| 8   | Atech CRS GP            | 29  | 12  | Ret | 2   | 9   | 9   | 10  | 11  | 14  | 6   | 4   | 14  | 10  | 17  | 10  | 9   | 15  | 39     |
| 8   | Atech CRS GP            | 30  | 21  | 13  | 17  | 13  | 12  | Ret | 23  | 8   |     |     | 18  | 18  | 23  | 17  | 17  | 18  | 39     |
| 8   | Atech CRS GP            | 31  | Ret | 18  | Ret | 18  | 14  | Ret | Ret | 17  | 18  | 16  | 22  | 17  | 24  | 22  | 18  | Ret | 39     |
| 9   | Trident Racing          | 23  | 22  | 16  | 19  | 12  | 17  | 18  | 18  | 21† | 14  | Ret | 20  | 19  | 16  | 19  | 16  | Ret | 31     |
| 9   | Trident Racing          | 24  | 17  | Ret | 20  | 14  | Ret | 17  | 21  | 19  |     |     |     |     |     |     |     |     | 31     |
| 9   | Trident Racing          | 25  |     |     |     |     |     |     | 13  | 16  | 3   | 8   | 11  | Ret | 9   | 9   | 8   | 3   | 31     |
| Pos | Escudería               | N.º | BAR | BAR | MON | MON | VAL | VAL | SIL | SIL | HOC | HOC | BUD | BUD | SPA | SPA | MNZ | MNZ | Puntos |